# Format des piles et accumulateurs électriques
Pour les articles homonymes, voir Pile.

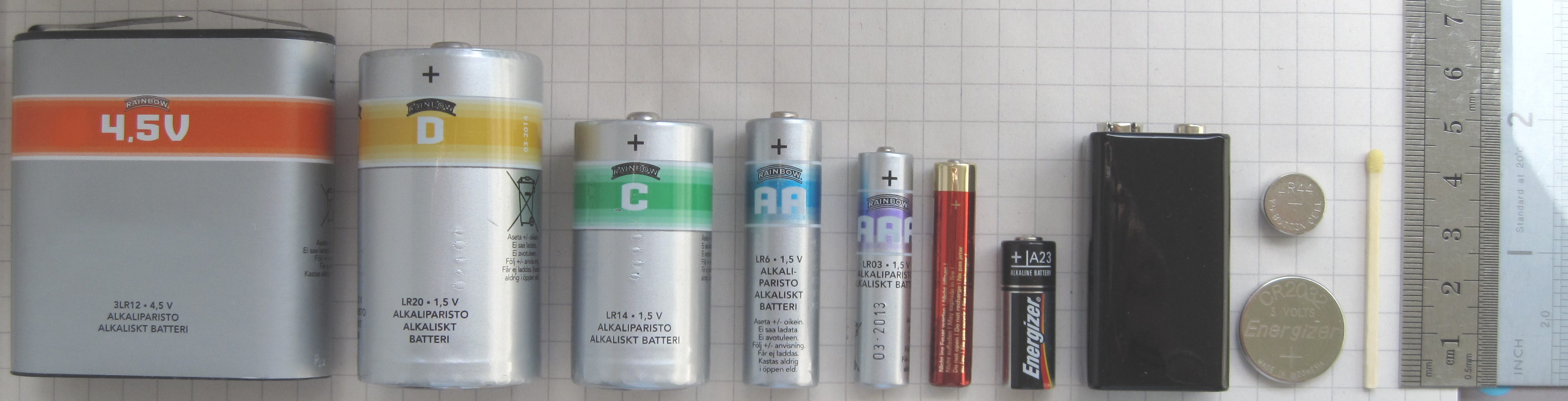
4.5 V, D, C, AA, AAA, AAAA, A23, 9 V, CR2032, LR44. Dans l'ordre, cela signifie : pile 4.5 V ; LR20 ; R14 ; LR6 ; LR03 ; LR8D425 ; 12 V ; pile 9 V ; CR2032 ; LR44.

Le format des piles électriques est normalisé (norme 60086) par la commission électrotechnique internationale (CEI) et par l'American National Standards Institute (ANSI). Bien que la norme CEI soit devenue un standard, un certain nombre d'appellations propres aux fabricants de piles subsistent.

## Piles et accumulateurs «bâton»

### Classification standard
Les caractéristiques sont données pour des piles primaires alcalines.
Les tensions nominales et les capacités varient en fonction du type de pile (primaire ou rechargeables) et de la technique utilisée.
On peut également parfois noter quelques différences dimensionnelles légères entre des piles primaires et des piles rechargeables. Dans certains appareils, le logement des piles a été dimensionné uniquement pour des piles primaires et l'on doit parfois « insister » un peu plus pour y loger des piles rechargeables.
| Code pile       | Code pile | Code accu        | Photo | Caractéristiques mécaniques                             | Caractéristiques mécaniques                  | Caractéristiques mécaniques | Caractéristiques électriques | Caractéristiques électriques |
| CEI             | ANSI      | CEI              | Photo | Forme                                                   | Dimensions (L = longueur, D = diamètre) (mm) | Masse (g)                   | Tension nominale (V)         | Capacité (mAh)               |
| --------------- | --------- | ---------------- | --- | ------------------------------------------------------- | -------------------------------------------- | --------------------------- | ---------------------------- | ---------------------------- |
| 4LR44           | 1414A     |                  | piles alcalines de format 4LR44 de 6 V.                                                                                            | Cylindre                                                | L × D = 25,2 × 13                            |                             | 6                            | 165 à 178                    |
| (L)R01          | N         | RC01             | | Cylindre                                                | L × D = 30,2 × 12                            | 9                           | 1,5                          | 1 000                        |
| -               | -         | 2/3AAA (non CEI) | (Lire : « deux-tiers AAA », n'existe apparemment qu'en accu Ni-MH, peut parfois constituer une alternative aux types R01 ou RC01.) | Cylindre                                                | L × D = 30,2 × 10                            | 7                           | 1,2                          | 350 – 400                    |
| (L)R8D425       | AAAA      |                  | 2 piles LR8D425 de marque Varta | Cylindre                                                | L × D = 42,5 × 8,3                           | 6,5                         | 1,5                          | 625                          |
| (L)R03          | AAA       | RC03             | Piles format AAA | Cylindre                                                | L × D = 44,5 × 10,5                          | 11,5                        | 1,5                          | 1 250                        |
| (L)R6           | AA        | RC6              | | Cylindre                                                | L × D = 50 × 14,2                            | 23                          | 1,5                          | 2 850                        |
| (L)R14          | C         | RC14 S           | | Cylindre                                                | L × D = 50 × 26                              | 66,2                        | 1,5                          | 8 350                        |
| (L)R20          | D         | RC20 S           | | Cylindre                                                | L × D = 58 × 33                              | 148                         | 1,5                          | 20 500                       |
| 3(L)R8          |           |                  | | Prisme dont la base est un rectangle aux coins arrondis | 45 × 55 × 15                                 |                             | 4,5                          | 900                          |
| 3(L)R12 3(L)R61 | 1203      |                  | | Prisme dont la base est un rectangle aux coins arrondis | 67 × 62 × 22                                 | 149                         | 4,5                          | 6 100                        |
| 6(L)R61         | PP3       | RC22             | | Parallélépipède rectangle                               | 47,5 × 25,5 × 16,5                           | 45,6                        | 9                            | 400 à 600                    |
| 4(L)R25         | 908AC     |                  | | Parallélépipède rectangle                               | 68,5 × 68,5 × 103                            | 600                         | 6                            | 12 000                       |
| 4(L)R25-2       | 918AC     |                  | | Parallélépipède rectangle                               | 136,5 × 73 × 109,5                           | 1 500                       | 6                            | 30 000                       |
| 8LR932          | 1181A     | A23              | | Cylindre                                                | 28.2 mm × 10.0 mm                            |                             | 12                           |                              |

### Dénominations propriétaires
| Code pile | Code pile | Nom usuel | Autre | Tension de service (V) | Tension de service (V) |
| CEI       | ANSI      | Nom usuel | Autre | Pile                   | Accumulateur           |
| --------- | --------- | --------- | ----- | ---------------------- | ---------------------- |
| (L)R01    | N         | Lady      | AM5   | 1,5                    | 1,2                    |
| (L)R03    | AAA       | Micro     | AM4   | 1,5                    | 1,2                    |
| (L)R6     | AA        | Mignon    | AM3   | 1,5                    | 1,2                    |
| (L)R14    | C         | Baby      | AM2   | 1,5                    | 1,2                    |
| (L)R20    | D         | Mono      | AM1   | 1,5                    | 1,2                    |
| 3(L)R12   | 1203      | –         | –     | 4,5                    |                        |
| 6(L)F22   | PP3       | E-block   | AM6   | 9                      | 7,2 ; 8,4 ; 9,6        |

## Piles au lithium

### Piles bouton lithium3V

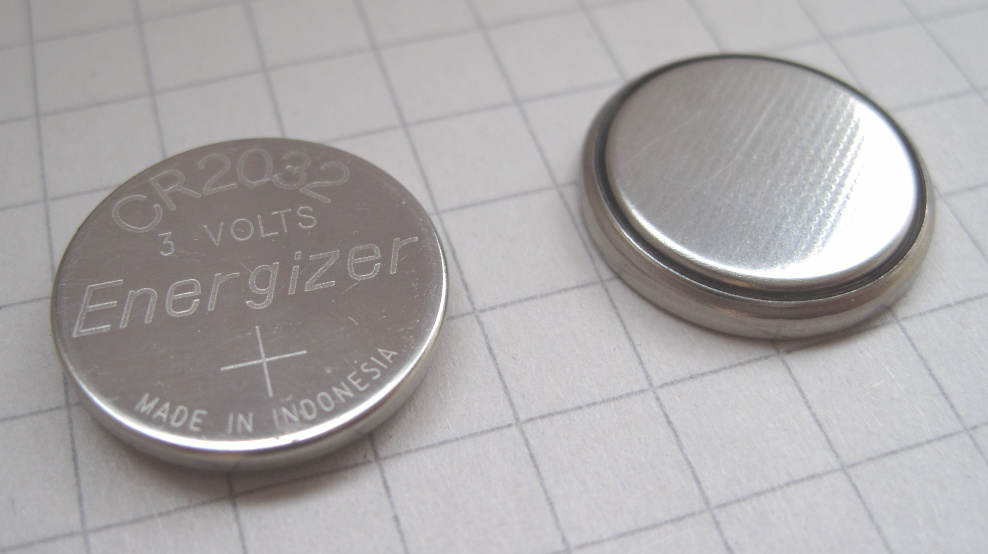
CR2032 (3 V, 225 mAh).

À l'instar des autres piles boutons, le fond et la périphérie de la coupelle forment le pôle positif (+).
La dénomination des piles bouton lithium est basée sur un code de la forme « BRddee » ou « CRddee » où :
- Les lettres « B » ou « C » désignent la nature du métal utilisé pour la cathode :
  - les « C » sont au dioxyde de manganèse,
  - les « B » sont au monofluorure de carbone ;
- la lettre « R » indique la forme ronde de ces piles ;
- « dd » correspond au diamètre en mm ;
- « ee » correspond à l'épaisseur en dixième de mm.

La composition chimique de la cathode, précisée par la lettre « C » ou « B » influe de la façon suivante sur les propriétés des piles :
- les piles CR (au dioxyde de manganèse) se déchargent plus progressivement[4] ;
- tandis que les piles BR (au monofluorure de carbone) ont une décharge spontanée limitée avec une tension électrique relativement constante, mais diminuant brutalement en fin de vie[4].

Les piles BR sont, par ailleurs, plus adaptées aux conditions d'utilisation extrêmes mais elles sont aussi plus onéreuses. En général, les deux types de piles sont interchangeables dans les appareils courants.
| Diamètre (mm) | Épaisseur (mm) | Nom CEI | Capacité (mAh) | Masse (g) | Autres dénominations |
| ------------- | -------------- | ------- | -------------- | --------- | -------------------- |
| 10            | 2,5            | CR1025  | 30             | 0,7       | 5033LC               |
| 12,5          | 2,5            | BR1225  | 48             | 0,8       |                      |
| 12,5          | 1,6            | CR1216  | 34             | 0,6       | 5034LC               |
| 12,5          | 2              | CR1220  | 40             | 0,78      | 5012LC               |
| 12,5          | 2,5            | CR1225  | 50             | 0,9       | 5020LC               |
| 16            | 1,6            | CR1616  | 55             | 1,1       |                      |
| 16            | 2              | CR1620  | 79             | 1,3       | 5009LC               |
| 16            | 3,2            | CR1632  | 130            | 1,8       |                      |
| 20            | 1,2            | CR2012  | 58             | 1,3       |                      |
| 20            | 1,6            | CR2016  | 90             | 1,9       | 5000LC               |
| 20            | 2,5            | CR2025  | 163            | 2,6       | 5003LC               |
| 20            | 3,2            | BR2032  | 190            | 2,8       | 5004LB               |
| 20            | 3,2            | CR2032  | 225            | 3         | 5004LC               |
| 20            | 4,0            | CR2040  | 280            | ?         | ?                    |
| 23            | 2              | CR2320  | 135            | 3         |                      |
| 23            | 2,5            | BR2325  | 165            | 3,2       |                      |
| 23            | 2,5            | CR2325  | 190            | 3         |                      |
| 24,5          | 3              | CR2430  | 290            | 4,59      | 5011LC               |
| 24,5          | 5              | CR2450  | 620            | 6,8       | 5029LC               |
| 30            | 3,2            | CR3032  | 500            | 10        |                      |

### Piles bâton lithium

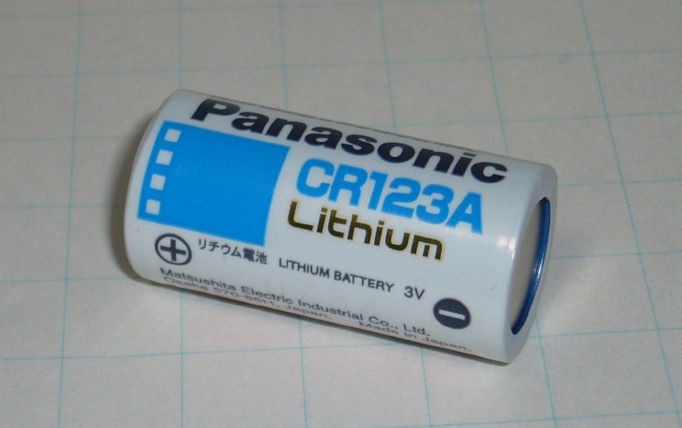
CR123A (3 V, 1500 mAh).

| Tension (V) | Diamètre (mm) | Longueur (mm) | Nom CEI | Capacité (mAh) | Masse (g) | Autres dénominations |
| ----------- | ------------- | ------------- | ------- | -------------- | --------- | -------------------- |
| 1,5         | 14,5          | 50,5          | FR6     | 3 000          | 14,5      | AA 15LF              |
| 1,5         | 10,5          | 44,5          | FR03    | 1 250          | 7,6       | AAA 24LF             |
| 3           | 11,6          | 10,8          | CR11108 | 160            | 3         | 2L76 CR-1/3N         |
| 3           | 15,6          | 27            | CR2     | 1 500          | 11        | 5046LC               |
| 3           | 17            | 34,5          | CR17345 | 1 500          | 16,5      | 5018LC CR123A        |
| 3,6         | 14,5          | 25,1          | LS14250 | 1 200          | 8,9       | SB-AA02 (1/2AA)      |
| 3,6         | 14,5          | 50,3          | LS14500 | 2 600          | 16,7      | SB-AA11              |

## Piles alcalines de type « bouton »

### Piles bouton zinc-argent (1,55 V) et alcalines (1,5 V)
Les piles zinc-argent ont une tension constante durant tout leur temps de décharge tandis que les piles alcalines dioxyde de manganèse voient leur tension baisser graduellement.
| Diamètre (mm) | Épaisseur (mm) | Type        | Nom CEI | Capacité (mAh) | Masse (g) | Nom ANSI/NEDA | Autres dénominations | Autres dénominations | Autres dénominations |
| ------------- | -------------- | ----------- | ------- | -------------- | --------- | ------------- | -------------------- | -------------------- | -------------------- |
| 5,8           | 2,15           | alcaline    | LR63    |                |           |               | AG0                  |                      | LR521                |
| 5,8           | 2,15           | zinc-argent | SR63    | 14,5           | 0,25      | 1191SO        |                      | 379                  | SR521 SR521SW        |
| 6,8           | 2,15           | alcaline    | LR60    | 9              |           |               | AG1                  | 364                  | LR620 LR621          |
| 6,8           | 2,15           | zinc-argent | SR60    | 20             | 0,37      | 1175SO        | SG1                  |                      | SR621                |
| 6,8           | 2,6            | alcaline    | LR66    | 12-18          |           |               | AG4                  | 377                  | LR626                |
| 6,8           | 2,6            | zinc-argent | SR66    | 26             |           | 1176SO        | SG4                  |                      | SR626                |
| 7,9           | 2,1            | alcaline    | LR58    |                |           |               | AG11                 | 362                  | LR721                |
| 7,9           | 2,1            | zinc-argent | SR58    | 27             | 0,4       | 1158SO        | SG11                 |                      | SR721                |
| 7,9           | 2,6            | alcaline    | LR59    |                |           | 1163SO        | AG2                  | 397                  |                      |
| 7,9           | 2,6            | zinc-argent | SR59    | 32             | 0,5       | 1107SOP       | SG2                  | 396                  | SR726W               |
| 7,9           | 3,6            | alcaline    | LR41    | 45             | 0,5       |               | AG3                  | 392                  | LR736, L736F         |
| 7,9           | 3,6            | zinc-argent | SR41    | 41             | 0,57      | 1134SO 1135SO | SG3                  | 392                  | SR736                |
| 7,9           | 5,4            | alcaline    | LR48    | 66             |           |               | AG5                  | 393                  |                      |
| 7,9           | 5,4            | zinc-argent | SR48    | 70-75          | 1,08-1,12 | 1137SO        |                      | 393                  | SR754W               |
| 9,5           | 0,7            | alcaline    | LR68    |                |           |               |                      |                      |                      |
| 9,5           | 0,7            | zinc-argent | SR68    | 30             | 0,5       |               |                      | 372 373              | SR916SW              |
| 9,5           | 2,75           | alcaline    | LR57    |                |           |               | AG7                  |                      |                      |
| 9,5           | 2,75           | zinc-argent | SR57    | 52             | 0,8       | 1162SO 1165SO | SG7                  | 395 399              | SR927W               |
| 9,5           | 2,1            | alcaline    | LR69    |                |           |               | AG6                  | 370 371              |                      |
| 9,5           | 2,1            | zinc-argent | SR69    | 34             | 0,7       |               | SG6                  |                      | SR920SW SR921SW      |
| 11,6          | 2,1            | alcaline    | LR55    | 52             | 0,9       |               | AG8                  |                      | LR1120 LR1121        |
| 11,6          | 2,1            | zinc-argent | SR55    | 47             | 0,93      | 1160SO 1170SO | SG8                  | 391                  | SR1120SW             |
| 11,6          | 3,1            | alcaline    | LR54    | 86             | 1,4       |               | AG10                 | 189                  | LR1130               |
| 11,6          | 3,1            | zinc-argent | SR54    | 85             | 1,35      | 1130SO        | SG10                 | 389 390              | SR1130SW             |
| 11,6          | 3,6            | alcaline    | LR42    |                |           |               |                      |                      |                      |
| 11,6          | 3,6            | zinc-argent | SR42    | 60-100         | 1 1,6     |               |                      |                      |                      |
| 11,6          | 4,2            | alcaline    | LR43    |                |           |               | AG12                 | 386                  | LR1142               |
| 11,6          | 4,2            | zinc-argent | SR43    | 120            | 1,7       | 1132SO 1133SO | SG12                 |                      | SR43SW               |
| 11,6          | 5,4            | alcaline    | LR44    | 150            | 2,4       |               | AG13                 | 357                  | LR1154               |
| 11,6          | 5,4            | zinc-argent | SR44    | 150-200        | 2,3       | 1107SO 1131SO |                      |                      |                      |

### Pile bouton zinc-air (1,35Và1,45V)
Puisque les nouvelles générations d'appareils auditifs ne fonctionnent pas encore toutes avec des batteries (ou des piles) rechargeables, nombre de prothèses auditives (années 2020) utilisent l'un des cinq types de piles zinc-air.
Elles sont généralement chargées dans l'appareil auditif par l'intermédiaire d'une porte.
Ces piles fonctionnent toutes de 1,35 à 1,45 volt.
Le type de batterie ou de piles dépend souvent du type, du modèle et de la gamme de la prothèse, et de la taille physique admissible dans la prothèse. La durée de vie est aussi déterminée par la puissance du réglage de la prothèse auditive, de la gamme de la pile ou de la batterie, ainsi que la date de fabrication. La durée de vie moyenne varie entre un et quatorze jours (en supposant seize heures actives).
Les piles souvent fabriquées en zinc-air nécessitent la circulation de l’air pour fonctionner (permettant aux saletés et à l’humidité d’entrer dans le dispositif). L’environnement dans lequel est utilisé l’appareil auditif joue un rôle très important dans la durée de vie (humidité, température, altitude).
| Type/ Couleur code | Dimensions (diamètre × hauteur) (mm) | Type ou forme de prothèse             | Normes standard            | Autres noms |
| ------------------ | ------------------------------------ | ------------------------------------- | -------------------------- | --- |
| 675 bleu           | 11,6 × 5,4                           | Contour d'oreille, Implant cochléaire | IEC : PR44 ; ANSI : 7003ZD | 675, 675A, 675AE, 675AP, 675CA, 675CP, 675HP, 675HPX, 675 Implant Plus, 675P (HP), 675PA, 675SA, 675SP, A675, A675P, AC675, AC675E, AC675E/EZ, AC675EZ, AC-675E, AP675, B675PA, B6754, B900PA, C675, DA675, DA675H, DA675H/N, DA675N, DA675X, H675AE, L675ZA, ME9Z, P675, P675i+, PR44, PR44P, PR675, PR675H, PR675P, PR-675PA, PZ675, PZA675, R675ZA, S675A, V675, V675A, V675AT, VT675, XL675, Z675PX, ZA675, ZA675HP |
| 13 orange          | 7,9 × 5,4                            | Contour d'oreille                     | IEC : PR48 ; ANSI : 7000ZD | 13, 13A, 13AE, 13AP, 13HP, 13HPX, 13P, 13PA, 13SA, 13ZA, A13, AC13, AC13E, AC13E/EZ, AC13EZ, AC-13E, AP13, B13BA, B0134, B26PA, CP48, DA13, DA13H, DA13H/N, DA13N, DA13X, E13E, L13ZA, ME8Z, P13, PR13, PR13H,PR-13PA, PZ13, PZA13, R13ZA, S13A, V13A, VT13, V13AT, W13ZA, XL13, ZA13 |
| 312 marron         | 7,9 × 3,6                            | Mini-contour d'oreille, RIC, ITC      | IEC : PR41 ; ANSI : 7002ZD | 312, 312A, 312AE, 312AP, 312HP, 312HPX, 312P, 312PA, 312SA, 312ZA, AC312, AC312E, AC312E/EZ, AC312EZ, AC-312E, AP312, B312BA, B3124, B347PA, CP41, DA312, DA312H, DA312H/N, DA312N, DA312X, E312E, H312AE, L312ZA, ME7Z, P312, PR312, PR312H, PR-312PA, PZ312, PZA312, R312ZA, S312A, V312A, V312AT, VT312, W312ZA, XL312, ZA312                                                                                        |
| 10 jaune           | 5,8 × 3,6                            | CIC, RIC                              | IEC : PR70 ; ANSI : 7005ZD | 10, 10A, 10AE, 10AP, 10DS, 10HP, 10HPX, 10SA, 10UP, 20PA, 230, 230E, 230EZ, 230HPX, AC10, AC10EZ, AC10/230, AC10/230E, AC10/230EZ, AC230, AC230E, AC230E/EZ, AC230EZ, AC-230E, AP10, B0104, B20BA, B20PA, CP35, DA10, DA10H, DA10H/N, DA10N, DA230, DA230/10, L10ZA, ME10Z, P10, PR10, PR10H, PR230H, PR536, PR-10PA,PR-230PA, PZA230, R10ZA, S10A, V10, VT10, V10AT, V10HP, V230AT, W10ZA, XL10, ZA10                  |
| 5 rouge            | 5,8 × 2,1                            | CIC                                   | IEC : PR63 ; ANSI : 7012ZD | 5A, 5AE, 5HPX, 5SA, AC5, AC5E, AP5, B7PA, CP63, CP521, L5ZA, ME5Z, P5, PR5H, PR-5PA, PR521, R5ZA, S5A, V5AT, VT5, XL5, ZA5 |

Il existe différents fabricants ou de marque de piles électriques, tels Rayovac, Duracell, Earpower et Powerone.
Certaines piles auditives, sans plomb ni mercure (métaux considérés comme polluant l’environnement), sont dites « vertes » et respectant l'environnement. Elles fonctionnent sur le même principe que les piles classiques. Des tests auraient montré que cette dernière génération de pile sans mercure permet une durée de vie de 21 % plus longue que celle des piles classiques.
Dans les années 2020, les nouvelles générations d'appareils auditifs fonctionneront avec des batteries rechargeables et non plus avec des piles, voire avec des capteurs qui s'alimentent de la chaleur du corps humain.[Passage à actualiser]

### Empilements de piles bouton alcalines

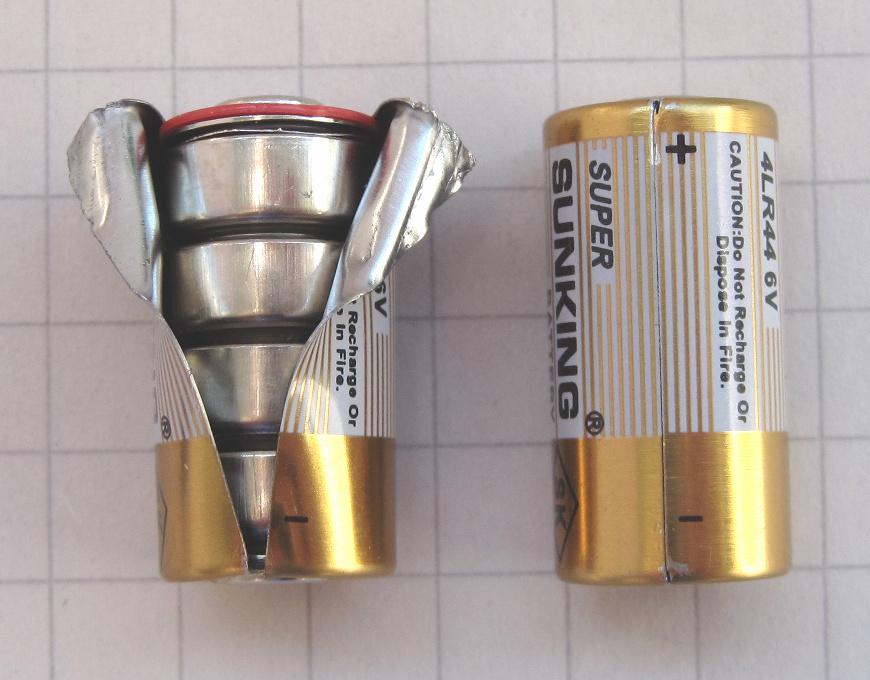
4LR44 (6 V).

| Tension (V) | Diamètre (mm) | Longueur (mm) | Type     | Nom CEI | Capacité (mAh) | Masse (g) | Autres dénominations |
| ----------- | ------------- | ------------- | -------- | ------- | -------------- | --------- | -------------------- |
| 6           | 13            | 25,2          | alcaline | 4LR44   | 185            | 11        | 1414A                |
| 12          | 10,3          | 28,5          | alcaline | 8LR23   | 55             | 8         | A23 23A MN21 L1028   |
| 12          | 7,7           | 28,2          | alcaline | 8LR50   | 22             | 4,4       | A27 27A MN27 L828    |